# 耶律剌葛
耶律剌葛（？—917年），字率懶，为遼朝皇族，太祖耶律阿保機二弟。
耶律撒剌的次子。太祖元年（907年），兄阿保機即位，剌葛任惕隐，撃破涅烈部。5年（911年），与弟耶律迭剌、耶律寅底石、耶律安端计划对阿保機造反。安端之妻粘睦姑密发，阿保機不忍处死弟弟，兄弟登山誓天地。剌葛转任迭剌部夷離菫。
6年（912年），攻陷平州，回军与迭剌、寅底石、安端再反阿保機。7年（913年）1月，与弟阻挡阿保機西山归路。阿保機避赤水城。3月、剌葛率兵到乙室堇淀，自立天子旗鼓。4月，阿保機率军軍追撃，耶律剌葛在柴河大敗潰走。5月、在楡河被捕，改名暴里，受杖罰。
神冊2年（917年），和儿子耶律賽保逃到幽州，归降晋王李存勖。后感到没有实权，投奔后梁。923年，后梁灭亡，李存勖在洛阳把他处死。
另一子耶律拔里得。

## 传記資料
- 《遼史》卷1 本紀第1
- 《遼史》卷64 表第2 皇子表